# Tempest (игра)
Tempest — аркадная видеоигра в жанре туннельного шутера, выпущенная компанией Atari Inc. в октябре 1981 года. Дизайн и программа разработаны Дэйвом Тойрером.

### Игровой процесс
Игра представляет собой туннельный шутер. Цель игры прожить как можно дольше и убить как можно больше врагов. Действие игры происходит в закрытой трубе или на открытом пространстве с определённой топологией — каждый уровень имеет игровое поле состоящее из ступенек расположенных определённым образом. Игрок управляет космическим кораблем расположенным на ближнем конце игрового поля. Враги нападают с дальней стороны игрового поля, а игрок может стрелять в них или же уворачиваться от врагов. Разрешается использовать выстрел под названием «Superzapper», который убивает всех врагов в пределах видимости, но действует только один раз за уровень (разрешается использовать Superzapper повторно, но он уничтожает только одного случайного врага). Таким несложным образом игрок проходит от одной части игрового поля к другому, после чего переходит на следующий уровень.
В игре встречается несколько видов противников, которые различаются своим поведением. Стандартно, враги появляются в дальнем конце игрового поля, кружат в поисках подходящей «ступеньки» поля и затем движутся по направлению к игроку. На более сложных уровнях, враги, двигаясь к космическому кораблю игрока, оставляют на поле мины, которые взрываются, если игрок пролетает эту часть игрового поля. Некоторые враги могу изменять изначально выбранную линию движения, перескакивая на соседнюю, и, естественно, игрок теряет жизнь, если на этом месте оказался его космический корабль.
В игре присутствует 16 уникальных по геометрии игровых поля. Как только игрок проходит первые 16 уровней, он переходит на следующие уровни, которые представляют собой предыдущие 16 уровней, но в новой цветовой гамме и с новыми более быстрыми врагами. Количество врагов и их поведение так же усложняется по мере прохождения игры. Меняющаяся цветовая гамма последующих уровней на более поздних уровнях (с 65 по 80) меняется на чёрный цвет, что делает геометрию игрового поля невидимой. В игре присутствует 99 уровней. После прохождения 99 уровня счётчик уровней останавливается (каждый последующий уровень имеет номер 99), а каждый последующий уровень представляет собой один из пройденных уровней выбранных случайным образом. Как и в большинстве игр того времени, Tempest не имеет логического финала — игра заканчивается только когда противники уничтожают все космические корабли игрока.

### Техническое исполнение
Tempest стала попыткой Atari создать 3D версию классической игры Space Invaders. Но технический уровень аркадных автоматов того времени не позволил реализовать эту затею. В результате этого пришлось изменить исходные условия и разработать новый игровой процесс космического шуттера. Сам аркадный автомат выпускался в стандартных форм-факторах того времени и имел стандартное управление джойстиком.
Тем не менее Tempest привнесло в мир аркад несколько технических новшеств. В первую очередь, Tempest стала первой аркадной видеоигрой которая использовала технологию Atari QuadraScan — первую технологию цветного векторного дисплея, став таким образом первой цветной игрой с векторной графикой доступной широкой публике. Из менее значимых технологий, была функция выбора сложности игры перед стартом — игрок мог выбрать стартовый уровень игры, чего до этого в аркадных автоматах не встречалось.

### Приём
Tempest была положительно встречена игроками и стала достаточно популярной игрой своего времени. Игра входит в число классических игр золотого века аркадных автоматов. Согласно наблюдению Killer List of Videogames® Tempest входит в десятку самых популярных игровых автоматов.
Популярность игры заставляет выпустить портированные версии игры для всех игровых консолей и домашних компьютеров того времени. Существуют версии игры и для более современных игровых платформ. Так версии Tempest выпускались для Atari ST, Microsoft Windows 3, Nintendo DS, PlayStation 2, Xbox, Xbox 360 и для других систем. Игра имеет несколько сиквелов для разных игровых платформ. Помимо официальных выпусков под различные игровые платформы, существует множество неофициальных версий игры.